# 蓮華寺 (文京区)
蓮華寺（れんげじ）は、東京都文京区白山にある日蓮宗の寺院。山号は本松山。別名武士寺。旧本山は三松蓮永寺、達師法縁(繁珠会)。

## 歴史
天正15年（1587年）高橋図書の開基、安立院日雄を開山に創建。武家の檀家多く武士寺と呼ばれた。明和年間（1776年頃）と明治30年（1897年）火災で焼失した。現在の本堂は昭和20年（1945年）の東京大空襲で焼失したのち、昭和43年（1968年）再建されたもの。

## 塔頭
善行院、仙応院（現在は善行仙応両院が合併し豊島区南池袋の松栄山仙行寺となる）、延壽院（東京都八王子市に移転）、観成院（茨城県牛久市に移転）、謡泉坊（廃絶）、寂静坊（廃絶）。

## 墓所
- 高橋図書（開基）
- 松ヶ枝（大奥女中）
- 山岡家

山岡鉄舟の実家の墓である。なお鉄舟本人の墓は全生庵にある。
- 白山松哉（漆芸家）
- 森戸辰男（学者、広島大学総長）

## 交通アクセス
- 白山駅A1出口より徒歩3分（経路案内）。

## 参考資料
- 日蓮宗寺院大鑑編集委員会『宗祖第七百遠忌記念出版 日蓮宗寺院大鑑』大本山池上本門寺 (1981年)
- 小石川仏教会「小石川の寺院」刊行委員会 編『小石川の寺院（上巻）』小石川仏教会、2002年
- 『小石川区史』